# Colégio (Roma Antiga)
Colégio (em latim: collegium; também corpus ou sodalicium) era uma instituição do antigo sistema de associação romano. Os colégios eram associações não governamentais, que, no entanto, muitas vezes tinham caráter de direito público devido às suas atribuições. Um membro de um colégio era chamado de collega.

## Exemplos
Alguns colégios eram associações profissionais com estruturas semelhantes àquelas que seriam adotadas pelas corporações de ofício na baixa Idade Média, dentre essas podem-se citar as collegia opificum (associações de artesãos) e as collegia mercatorum (associações de comerciantes).
Também existiam:
- as associações religiosas (sodalitates ou socii cultores);
- as sociedades funerárias (collegia funeraticia);
- associações de funcionários públicos (decuriae apparitorum); e
- os colégios dos bairros da cidade ou dos distritos rurais (montanos, vicanos, paganos), que remontam aos primeiros tempos romanos[2].

## História
Segundo Plutarco, a formação dos primeiros colégios na sociedade romana remonta à época do Reino de Roma, sendo atribuída a sua fundação ao rei Numa Pompílio, que reinou entre 715 e 673 a.C..
A Lei das Doze Tábuas estipulava que um colégio podia adotar qualquer estatuto desde que não viole a lei aplicável.
Dentre as primeiras proibições de associações conhecidas, destaca-se a proibição, no ano 186 a.C., por meio de um emitiu um Senatus Consultum, das associações dedicadas ao culto a Baco.
Em 64 a.C., o Senado emitiu um Senatus Consultum para proibir de formação de colégios para fins políticos (na época esses colégios eram formados sob a fachada de organizar Jogos Compitalícios), no contexto da grande agitação política que antecedeu a Segunda Conspiração Catilinária.
Em 58 a.C., na época na qual Públio Clódio Pulcro era Tribuno da Plebe, foi aprovada a Lex Clodia de Collegiis que restaurou a liberdade para a formação de colégios.
No dia 10 de fevereiro de 56 a.C., tendo em vista o intenso grau de desordem originado pelos grupos liderados por Públio Clódio Pulcro, o Senado emitiu um novo Senatus Consultum que tinha como objeto coibir a formação de grupos que pusessem em perigo a segurança da cidade e a lisura das eleições. No entanto, essa proibição era menos severa do que a que foi publicada em 64 a.C..
No dia 05 de janeiro de 55 a.C., o Senatus Consultum, publicado em 56 a.C., foi confirmado pela publicação da Lex Licinia de Sodaliciis.
No ano 7 a.C. foi publicada a Lex Iulia de Collegiis que resultou na dissolução de diversos colégios, tendo sido preservados somente os considerados como legítimos e antigos.